# Amerikai Szamoa a 2013-as úszó-világbajnokságon
Amerikai Szamoa egy úszóval vett részt a 2013-as úszó-világbajnokságon, aki két versenyszámban indult.

## Úszás
Női
| Versenyző        | Verseny                   | Selejtező | Selejtező | Elődöntő          | Elődöntő          | Döntő             | Döntő             |
| Versenyző        | Verseny                   | Idő       | Helyezés  | Idő               | Helyezés          | Idő               | Helyezés          |
| ---------------- | ------------------------- | --------- | --------- | ----------------- | ----------------- | ----------------- | ----------------- |
| Loreen Whitfield | 100 méteres pillangóúszás | 1:02.50   | 36        | Nem jutott tovább | Nem jutott tovább | Nem jutott tovább | Nem jutott tovább |
| Loreen Whitfield | 200 méteres vegyesúszás   | 2:28.05   | 41        | Nem jutott tovább | Nem jutott tovább | Nem jutott tovább | Nem jutott tovább |